# جاش فلیتر
جاشوا الکساندر «جاش» فلیتر (به انگلیسی: Josh Flitter) یک بازیگر آمریکایی است که بیشتر برای ایفای نقش «کورکی» در فیلم نانسی درو و «ادی» در بهترین بازی دنیا شهرت دارد.

## زندگی
جاشوا فلیتر در ریجوود، نیوجرسی از مادری به نام کارلا و پدرش استیو فلیتر به دنیا آمد. جاش در دبیرستان مارلبورو شرکت کرد و در سال ۲۰۱۲ فارغ‌التحصیل شد. در سال ۲۰۱۶، او از دانشکده هنرهای تجسمی شهر نیویورک در رشته اصلی فیلم‌سازی فارغ‌التحصیل شد.

## فیلم‌ها
- درخشش ابدی یک ذهن پاک در نقش قلدر جوان
- قایم موشک در نقش پسر کوچولو
- بهترین بازی دنیا در نقش ادی لوندی
- خانه مامان بزرگ ۲ در نقش استوارت
- نانسی درو در نقش کورکی وینشتین
- جواز ازدواج در نقش پسر کر
- هورتون صدایی می‌شنود (صداپیشه) در نقش رودی کانگورو